# T-Röd

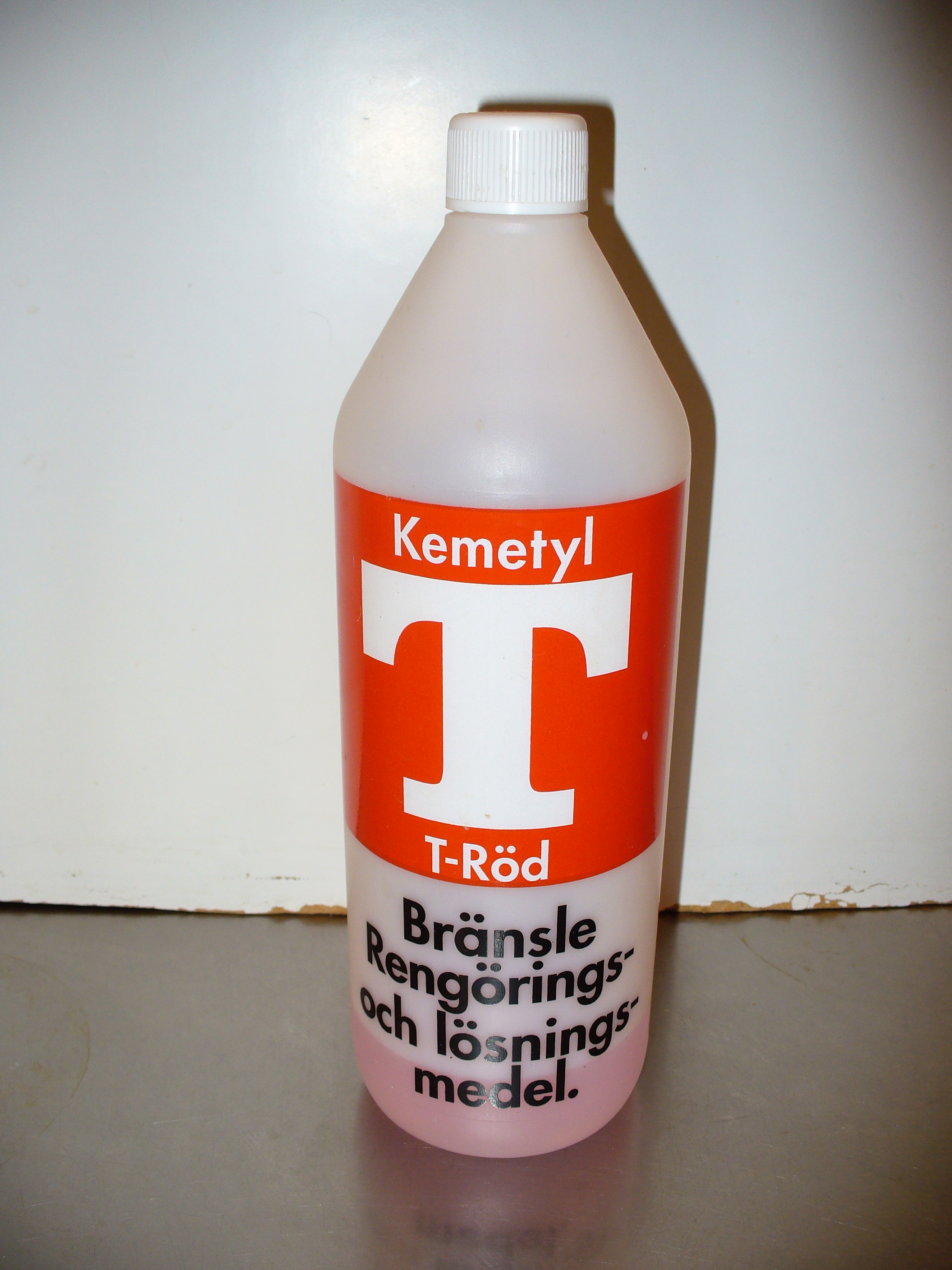
T-Röd-flaska.

T-Röd är ett varumärke tillhörande Kemetyl. T-Röd är 95-procentig denaturerad etanol (teknisk sprit) avsedd till bland annat fläckborttagning och spritkök. Den innehåller över 75% etanol och upp till 20% isopropanol. Den är svagt rödfärgad (rosa) och säljs i polyetenflaska. Förutom etanol ingår metyletylketon och aceton. Alla ämnen utom etylacetatet har en otrevlig smak men metyletylketon bildar även en azeotrop med etanol och är därför omöjlig att separera med en vanlig destillation och etylacetat har en kokpunkt som ligger väldigt nära etanols och är därför också svår att separera.
T-Röd är en brandfarlig vara av klass 1.
| Densitet                                       | 0,81 g/cm³ |
| Flampunkt (ASTM D 3278)                        | 8 ºC       |
| Kokpunkt                                       | 78 °C      |
| Smält/fryspunkt                                | -114 °C    |
| Akut toxicitet (LD50 4 timmar, peroral, kanin) | 1282 mg/kg |